# Всемирная премия фэнтези

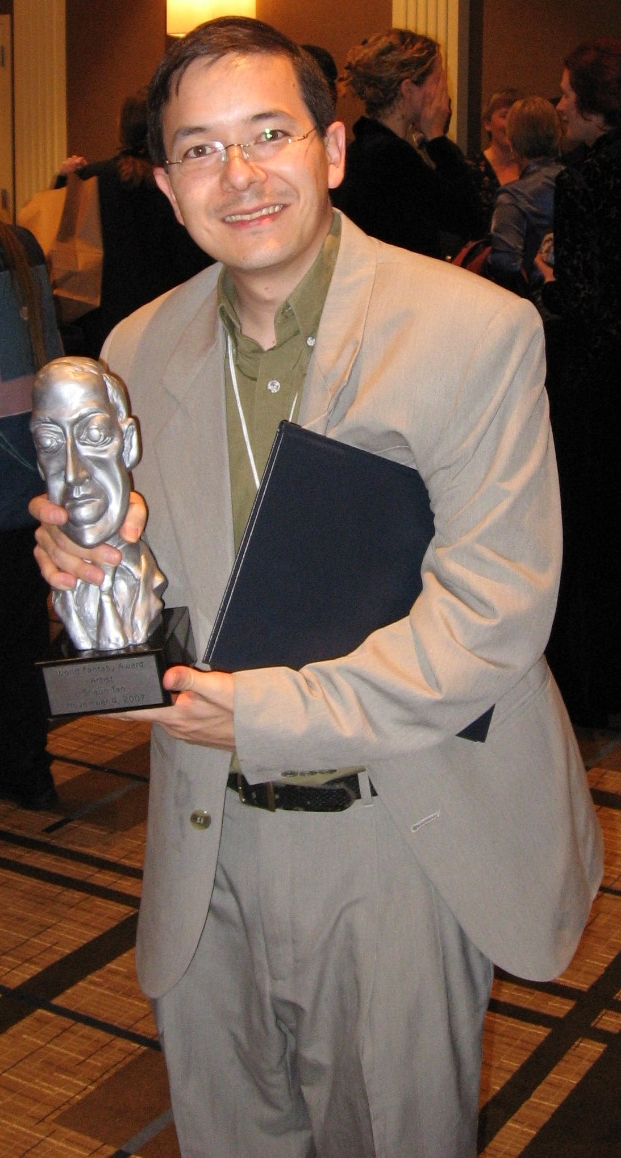
Иллюстратор Шон Тан, лауреат WFA в номинации Лучший художник в 2007 году.

Всемирная премия фэнтези или WFA (от англ. World Fantasy Award) — ежегодная международная премия, вручаемая за произведения, написанные в жанре фэнтези. Премия была основана в 1975 году и вручается на американском «Всемирном конвенте фэнтези». Присуждается жюри, которое меняется каждый год. Считается одной из самых престижных в области фантастики.
До 2016 года победителям вручали статуэтку в виде бюста Говарда Лавкрафта в честь его выдающихся заслуг в области фантастики. Однако в 2017 году статуэтка была заменена, из-за критики расистских взглядов Лавкрафта. Изначально было предложено заменить статуэтку на бюст Октавии Батлер. Но впоследствии было выбрано изображение дерева, стоящего перед луной.

## Номинации
Премия вручается в следующих номинациях:
- Роман (Novel)
- Повесть (Novella)
- Рассказ (Short Fiction)
- Антология (Anthology)
- Сборник (Collection)
- Лучший художник (Artist)
- Специальная премия (Special Awards)
- Премия конвента (Convention Award)
- За заслуги перед жанром (Life Achievement)
- Специальная премия для профессионалов (Special Award: Professional)
- Специальная премия непрофессионалам (Special Award: Non-Professional)